# Henrikas Radauskas
Henrikas Radauskas (ur. w 1910 r. w Krakowie, zm. w 1970 r. w Waszyngtonie) – litewski poeta i pisarz.
Dzieciństwo spędził w niedużej wsi pod Poniewieżem. Wkrótce po wybuchu I wojny światowej przeniósł się wraz z rodziną do Nowonikołajewska na Syberii, gdzie uczęszczał do szkoły podstawowej. Na Litwę powrócił w 1921 roku, gdzie kontynuował naukę w gimnazjum w Poniewieżu, a następnie w 1929 roku ukończył szkołę pedagogiczną w Poniewieżu. Do 1930 roku nauczał w wiejskiej szkole podstawowej w Kozakiszkach. W tym samym roku rozpoczął studia literackie i językowe (litewski, niemiecki i rosyjski) na Uniwersytecie Witolda Wielkiego w Kownie. Po ukończeniu studiów pracował jako spiker radiowy w Kłajpedzie, a w latach 1937-41 był redaktorem publikacji w litewskim Ministerstwie Edukacji.
W czasie II wojny światowej wyemigrował do Niemiec, najpierw do Berlina, a następnie do Reutlingen, gdzie w 1949 roku został sekretarzem w konsulacie francuskim. W tym samym roku wyjechał do Stanów Zjednoczonych i zamieszkał w Baltimore. W 1950 roku przeniósł się do Chicago. Przez prawie dziesięć lat był pracownikiem fizycznym. Od 1959 roku pracował dla Biblioteki Kongresu Stanów Zjednoczonych. Był członkiem Litewskiego Związku Pisarzy oraz PEN Clubu.
Za życia wydał cztery tomiki poezji:
- „Fontanas“ (1935),
- „Strėlė danguje“ (1950),
- „Žiemos daina“ (1955),
- „Eilėraščiai“ (1965).